# Суслов, Александр Васильевич (политик)
Александр Васильевич Суслов (род. 18 января 1960, Тундриха, Залесовский район, Алтайский край, РСФСР, СССР) — депутат Мажилиса Парламента Республики Казахстан VI созыва (2016—2021).

## Биография
В 1982 году окончил Сибирский ордена Трудового Красного знамени Металлургический институт им. Серго Орджоникидзе по специальности «Электрометаллургия стали и ферросплавов».
В 1982—1984 годах служил в Советской армии в звании старшего лейтенанта.
1984—1986 гг. — плавильщик цеха № 2 Ермаковского завода ферросплавов (ЕЗФ), город Ермак.
1986—1988 гг. — мастер основного производственного участка цеха № 2 ЕЗФ.
1988—1990 гг. — начальник смены цеха № 2 ЕЗФ.
1990—1996 гг. — старший мастер на горячем участке работ цеха № 2 ЕЗФ.
1996—2003 гг. — начальник цеха № 2 ЕЗФ.
2003—2004 гг. — начальник производственно-технического управления Аксуского завода ферросплавов (АЗФ), город Аксу.
2004—2008 гг. — заместитель директора по производству и экологии АЗФ.
2008—2016 гг. — технический директор АЗФ.
С августа 2007 года по январь 2021 года — депутат Мажилиса Парламента Республики Казахстан VI созыва от партии «Нур Отан».

## Награды
- Орден «Трудовая слава» (Казахстан) I степени (2010)
- Орден «Трудовая слава» II степени (2006)
- Орден «Трудовая слава» III степени (2004)
- Медаль «За трудовое отличие» (2020)